# Junior Eurovision Song Contest 2021
Der 19. Junior Eurovision Song Contest wurde am 19. Dezember 2021 in Boulogne-Billancourt bei Paris ausgetragen. Der Wettbewerb wurde von der European Broadcasting Union (EBU) organisiert. Die Veranstaltung fand erstmals in Frankreich statt, nachdem das Land beim JESC 2020 mit dem Titel J’imagine der Sängerin Valentina erstmals gewann. Es war das insgesamt achte Mal und das dritte Mal hintereinander, dass der Wettbewerb vom Siegerland des Vorjahres ausgerichtet wurde. Maléna gewann mit ihrem Qami Qami den Wettbewerb für Armenien.

## Austragungsort
Am 9. Dezember 2020 gab die EBU schließlich bekannt, dass der Vorjahressieger Frankreich den Zuschlag erhalten hat. Zuvor hatte bereits Spaniens Sender TVE angekündigt, im Falle eines Sieges beim JESC 2020 ein Interesse an der Austragung im Folgejahr zu haben. Anders als beim erwachsenen ESC muss der Vorjahressieger nicht zwingend Ausrichter im Folgejahr sein.
France Télévisions ist für die Ausrichtung zuständig, es handelt sich um den ersten Eurovisions-Wettbewerb in Frankreich seit Eurovision Young Dancers 1999 in Lyon sowie um die erste Austragung eines Eurovision Song Contest seit dem ESC 1978 in Paris.
Am 20. Mai 2021 gab die EBU bekannt, dass der Wettbewerb in Paris, im La Seine Musicale stattfinden wird. Auch wurde das Motto des Wettbewerbs bereits bekanntgegeben, welches Imagine lauten wird. Das dazugehörige Logo wurde im August 2021 präsentiert.

## Format

### Maßnahmen aufgrund der Covid-19-Pandemie
Nachdem im Vorjahr aufgrund der Covid-19-Pandemie die Auftritte der Teilnehmer in den Heimatländern aufgezeichnet wurden, soll der Junior Eurovision Song Contest 2021 wieder komplett in einer Live-Arena stattfinden. Sollte ein Teilnehmer aufgrund eines positiven Testergebnisses vor den Proben nicht an diesen teilnehmen können, wird stattdessen das Musikvideo während der Live-Show eingespielt. Sollte ein Teilnehmer vor der Live-Show positiv getestet worden sein, wird ein Video, welches während der Proben aufgezeichnet wurde, verwendet.

### Französische Moderation
Während Französisch schon immer eine offizielle Sprache beim Eurovision Song Contest war, beschränkte man sich in den letzten Jahren beim Junior Eurovision Song Contest zumeist auf eine englischsprachige Moderation. Beim JESC 2021 soll erstmals wieder auf Englisch und Französisch moderiert werden.

## Teilnehmer

Länder, die 2021 teilnehmen
Länder, die in der Vergangenheit teilgenommen haben, jedoch nicht 2021

Die folgenden 19 Länder haben am Junior Eurovision Song Contest 2021 teilgenommen. Albanien, Armenien, Italien, Irland, Nordmazedonien und Portugal kehren zum Wettbewerb nach einjähriger Pause zurück, Aserbaidschan hatte zuletzt 2018 teilgenommen und Bulgarien nahm zuletzt 2016 teil.
| Land                   | Vorentscheidung                        |
| ---------------------- | -------------------------------------- |
| Albanien               | Junior Fest                            |
| Armenien               | interne Auswahl                        |
| Aserbaidschan          | interne Auswahl                        |
| Bulgarien              | interne Auswahl                        |
| Deutschland            | Junior ESC – Wer fährt nach Paris?     |
| Frankreich (Gastgeber) | interne Auswahl                        |
| Georgien               | Ranina 2021                            |
| Irland                 | Interpret: Junior Eurovision Éire 2021 |
| Irland                 | Lied: interne Auswahl                  |
| Italien                | interne Auswahl                        |
| Kasachstan             | nationaler Vorentscheid                |
| Malta                  | Malta Junior Eurovision Song Contest   |
| Niederlande            | Junior Songfestival 2021               |
| Nordmazedonien         | interne Auswahl                        |
| Polen                  | Szansa Na Sukces 2021                  |
| Portugal               | Interpret: The Voice Kids Portugal     |
| Portugal               | Lied: interne Auswahl                  |
| Russland               | nationaler Vorentscheid                |
| Serbien                | interne Auswahl                        |
| Spanien                | interne Auswahl                        |
| Ukraine                | nationaler Vorentscheid                |

### Wiederkehrende Interpreten
Erstmals seit 2013 kehrt eine Interpretin zum Wettbewerb zurück
| Land     | Interpret         | Vorherige(s) Teilnahmejahr(e)         |
| -------- | ----------------- | ------------------------------------- |
| Russland | Tanya Mezhentseva | 2019 (zusammen mit Denberel Oorschak) |

## Finale
Das Finale fand am 19. Dezember 2021 um 16:00 Uhr (MESZ) statt. Maléna gewann mit ihrem Song Qami Qami den Wettbewerb für Armenien.
| Platz | Startnr. | Land                   | Interpret                           | Lied Musik (M) und Text (T) | Sprache                             | Übersetzung (inoffiziell)        | Punkte | Punkte    | Punkte |
| Platz | Startnr. | Land                   | Interpret                           | Lied Musik (M) und Text (T) | Sprache                             | Übersetzung (inoffiziell)        | Jury   | Zuschauer | Gesamt |
| ----- | -------- | ---------------------- | ----------------------------------- | --- | ----------------------------------- | -------------------------------- | ------ | --------- | ------ |
| 01.   | 9        | Armenien               | Maléna                              | Qami Qami M: tokionine; T: Vahram Petrosyan, tokionine, Maléna, David Tserunyan | Armenisch, Englisch                 | Wind Wind                        | 115    | 109       | 224    |
| 02.   | 3        | Polen                  | Sara James                          | Somebody M: Patryk Kumór, Dominic Buczkowski-Wojtaszek, Jan Bielecki; T: Patryk Kumór, Tom Martin                                                                                    | Polnisch, Englisch                  | Jemand                           | 116    | 102       | 218    |
| 03.   | 13       | Frankreich (Gastgeber) | Enzo                                | Tic Tac M: Alban Lico; T: Alban Lico, Léa Ivanne | Französisch                         | Ticken                           | 120    | 67        | 187    |
| 04.   | 2        | Georgien               | Niko Kajaia                         | Let's Count The Smiles M/T: Giorgi Kukhianidze | Georgisch, Französisch, Englisch    | Lass uns die Lächeln zählen      | 104    | 59        | 163    |
| 05.   | 14       | Aserbaidschan          | Sona Azizova                        | One Of Those Days M: Maria Broberg, Fanrcisco Faria, Martin Wiik, Hampus Eurenius; T: Maria Broberg, Fanrcisco Faria, Martin Wiik, Hampus Eurenius, Javid Shahbazbayov, Sona Azizova | Aserbaidschanisch, Englisch         | Einer dieser Tage                | 109    | 42        | 151    |
| 06.   | 12       | Ukraine                | Olena Usenko                        | Vazhil M: Olena Usenko, Kateryna Komar; T: Olena Usenko | Ukrainisch                          | Einfluss                         | 62     | 63        | 125    |
| 07.   | 7        | Russland               | Tanya Mezhentseva                   | Mon Ami M: Alexander Brashovyan; T: Danu Boyan, Dmitriy Korochin, Tanya Mezhentseva                                                                                                  | Russisch, Französisch, Englisch     | Mein Freund                      | 74     | 50        | 124    |
| 08.   | 10       | Kasachstan             | Alinur Khamzin & Beknur Zhanibekuly | Ертегі әлемі (Fairy World) M: Nurbolat Qanay; T: Nurbolat Qanay, Gabriel Boileau Cloutier                                                                                            | Kasachisch, Französisch             | Märchenwelt                      | 64     | 57        | 121    |
| 09.   | 18       | Nordmazedonien         | Dajte Muzika                        | Green Forces M: Robert Bilbilov; T: Robin Zimbakov | Mazedonisch, Englisch               | Grüne Kräfte                     | 55     | 59        | 114    |
| 10.   | 5        | Italien                | Elisabetta Lizza                    | Specchio (Mirror On The Wall) M: Stefano Rigamonti, Marco Iardella, Franco Fasano; T: Stefano Rigamonti, Fabrizio Palaferri                                                          | Italienisch, Englisch               | Spieglein, Spieglein an der Wand | 60     | 47        | 107    |
| 11.   | 19       | Portugal               | Simão Oliveira                      | O Rapaz M: Fernando Daniel, Diogo Clemente; T: Diogo Clemente | Portugiesisch                       | Der Junge                        | 9      | 92        | 101    |
| 12.   | 4        | Malta                  | Ike & Kaya                          | My Home M: Cyprian Cassar; T: Owen Leullen, Matt ‘MUXU‘ Mercieca | Englisch                            | Mein Zuhause                     | 47     | 50        | 97     |
| 13.   | 17       | Serbien                | Jovana & Dunja                      | Oči Deteta (Children‘s Eyes) M/T: Ana Frlin | Serbisch                            | Kinderaugen                      | 24     | 62        | 86     |
| 14.   | 11       | Albanien               | Anna Gjebrea                        | Stand By You M: Adam Watts, Gannin Arnold, Sanni M‘Mairura; T: Anna Gjebrea, Endi Çuçi, Adam Watts, Gannin Arnold, Sanni M‘Mairura                                                   | Albanisch, Englisch                 | Steh zu dir                      | 45     | 39        | 84     |
| 15.   | 16       | Spanien                | Levi Díaz                           | Reír M/T: David Roma | Spanisch                            | Lachen                           | 30     | 47        | 77     |
| 16.   | 6        | Bulgarien              | Denislava & Martin                  | Voice Of Love M: Vasil Garvanliev, Davor Jordanovski, Vesna Malinova; T: Vasil Garvanliev, Davor Jordanovski, Vesna Malinova, Stan Stefanov                                          | Bulgarisch, Englisch                | Stimme der Liebe                 | 39     | 38        | 77     |
| 17.   | 1        | Deutschland            | Pauline                             | Imagine Us M/T: Alex Henke, Torben Brüggemann, Ricardo Munoz, Patrick Salmy | Deutsch, Englisch                   | Stell dir uns vor                | 15     | 46        | 61     |
| 18.   | 8        | Irland                 | Maiú Levi Lawlor                    | Saor (Disappear) M: Niall Mooney, Brendan McCarthy, Cyprian Cassar, Lesley Ann Halvey; T: Niall Mooney, Lauren White Murphy, Anna Banks                                              | Irisch, Englisch                    | Frei                             | 5      | 39        | 44     |
| 19.   | 15       | Niederlande            | Ayana                               | Mata Sugu Aō Ne M/T: Ferry Lagendijk | Niederländisch, Japanisch, Englisch | Sehe dich bald                   | 9      | 34        | 43     |

### Punkteverteilung
In der folgenden Tabelle sind alle 19 Teilnehmer in der Startreihenfolge zeilenweise von oben nach unten sowie spaltenweise von links nach rechts aufgebaut, daneben befinden sich außerdem die Punkte, welche sich aus dem Online-Voting ergaben.
| Land           | Punkte | DE | GE | PL | MT | IT | BG | RU | IE | AM | KZ | AL | UA | FR | AZ | NL | ES | RS | MK | PT | Online-Voting |
| -------------- | ------ | -- | -- | -- | -- | -- | -- | -- | -- | -- | -- | -- | -- | -- | -- | -- | -- | -- | -- | -- | ------------- |
| Deutschland    | 61     | –  | –  | –  | –  | –  | –  | –  | 4  | –  | 4  | –  | –  | –  | –  | –  | –  | 5  | –  | 2  | 46            |
| Georgien       | 163    | –  | –  | –  | 12 | 7  | 5  | 3  | –  | 12 | 8  | 2  | 6  | 12 | 7  | 5  | 2  | 10 | 8  | 5  | 59            |
| Polen          | 218    | 12 | 4  | –  | 10 | 8  | 6  | 1  | 12 | 1  | 5  | 4  | 10 | 2  | 3  | 10 | 8  | 7  | 5  | 8  | 102           |
| Malta          | 97     | 6  | 8  | 2  | –  | 2  | –  | 2  | –  | 3  | 3  | –  | 8  | –  | 4  | –  | 1  | –  | 4  | 4  | 50            |
| Italien        | 107    | –  | 6  | 5  | 6  | –  | 8  | –  | 8  | –  | –  | 10 | –  | 6  | 1  | 6  | 4  | –  | –  | –  | 47            |
| Bulgarien      | 77     | –  | 3  | –  | 3  | 10 | –  | 5  | 3  | –  | –  | 3  | –  | –  | 5  | –  | –  | –  | 1  | 6  | 38            |
| Russland       | 124    | 5  | –  | 4  | 1  | –  | 3  | –  | –  | 7  | 12 | 7  | –  | 1  | 12 | 3  | 3  | 4  | 12 | –  | 50            |
| Irland         | 44     | –  | –  | –  | –  | 5  | –  | –  | –  | –  | –  | –  | –  | –  | –  | –  | –  | –  | –  | –  | 39            |
| Armenien       | 224    | 10 | 5  | 12 | 5  | –  | 2  | 6  | 7  | –  | 6  | 6  | 7  | 10 | –  | 7  | 10 | 8  | 2  | 12 | 109           |
| Kasachstan     | 121    | 3  | 1  | 7  | 7  | 1  | 1  | 12 | –  | 4  | –  | –  | 4  | 7  | 8  | –  | 6  | 2  | –  | 1  | 57            |
| Albanien       | 84     | 4  | –  | 1  | –  | –  | –  | 7  | 6  | 8  | –  | –  | –  | 8  | –  | 1  | –  | –  | 10 | –  | 39            |
| Ukraine        | 125    | 7  | –  | 8  | –  | –  | 12 | –  | 10 | 2  | –  | –  | –  | 3  | 6  | 2  | 12 | –  | –  | –  | 63            |
| Frankreich     | 187    | 8  | 12 | 6  | 8  | 3  | 10 | 4  | –  | 10 | 7  | 8  | –  | –  | –  | 12 | 7  | 12 | 6  | 7  | 67            |
| Aserbaidschan  | 151    | 2  | 10 | 10 | 2  | 12 | 7  | 10 | 1  | –  | 10 | 1  | 12 | –  | –  | 8  | 5  | 6  | 3  | 10 | 42            |
| Niederlande    | 43     | –  | –  | –  | –  | 4  | –  | –  | –  | –  | 1  | –  | 3  | –  | –  | –  | –  | 1  | –  | –  | 34            |
| Spanien        | 77     | 1  | –  | 3  | –  | –  | –  | –  | –  | 6  | 2  | 5  | –  | 4  | 2  | 4  | –  | –  | –  | 3  | 47            |
| Serbien        | 86     | –  | 7  | –  | –  | 6  | –  | –  | 2  | –  | –  | –  | 2  | –  | –  | –  | –  | –  | 7  | –  | 62            |
| Nordmazedonien | 114    | –  | 2  | –  | –  | –  | –  | 8  | 5  | 5  | –  | 12 | 5  | 5  | 10 | –  | –  | 3  | –  | –  | 59            |
| Portugal       | 101    | –  | –  | –  | 4  | –  | 4  | –  | –  | –  | –  | –  | 1  | –  | –  | –  | –  | –  | –  | –  | 92            |

### Statistik der Zwölf-Punkte-Vergabe (Jury)
| Anzahl | Land           | erhalten von                              |
| ------ | -------------- | ----------------------------------------- |
| 3      | Frankreich     | Georgien, Niederlande, Serbien            |
| 3      | Russland       | Aserbaidschan, Kasachstan, Nordmazedonien |
| 3      | Georgien       | Armenien, Frankreich, Malta               |
| 2      | Polen          | Deutschland, Irland                       |
| 2      | Armenien       | Polen, Portugal                           |
| 2      | Aserbaidschan  | Italien, Ukraine                          |
| 2      | Ukraine        | Bulgarien, Spanien                        |
| 1      | Kasachstan     | Russland                                  |
| 1      | Nordmazedonien | Albanien                                  |

### Punktesprecher
Die Punktesprecher geben die Ergebnisse der Juryabstimmung ihrer Länder bekannt. Länder, die keinen Punktesprecher mitbringen, wie es in diesem Jahr bei Nordmazedonien und Serbien der Fall ist, bekommen einen Punktesprecher vom austragenden Sender zur Verfügung gestellt.
| Nr. | Land           | Punktesprecher      | Anmerkungen                         |
| --- | -------------- | ------------------- | ----------------------------------- |
| 1   | Deutschland    |                     |                                     |
| 2   | Georgien       | Sandra Gadelia      | Teilnehmerin für Georgien 2020      |
| 3   | Polen          | Matylda             |                                     |
| 4   | Malta          |                     |                                     |
| 5   | Italien        |                     |                                     |
| 6   | Bulgarien      |                     |                                     |
| 7   | Russland       | Liza Gureeva        |                                     |
| 8   | Irland         | Reuben Levi Hackett |                                     |
| 9   | Armenien       | Karina Ignatyan     | Teilnehmerin für Armenien 2019      |
| 10  | Kasachstan     |                     |                                     |
| 11  | Albanien       |                     |                                     |
| 12  | Ukraine        | Oleksandr Balabanov | Teilnehmer für die Ukraine 2020     |
| 13  | Frankreich     | Angélina            | Teilnehmerin für Frankreich 2018    |
| 14  | Aserbaidschan  |                     |                                     |
| 15  | Niederlande    | Matheu              | Teilnehmer für die Niederlande 2019 |
| 16  | Spanien        | Lucía Arcos         |                                     |
| 17  | Serbien        |                     |                                     |
| 18  | Nordmazedonien |                     |                                     |
| 19  | Portugal       |                     |                                     |

## Absagen

### Absagen und damit keine Rückkehr zum JESC
| Land         | Grund und Bemerkung | letzte Teilnahme |
| ------------ | --- | ---------------- |
| Australien   | Der australische Sender SBS gab am 27. August 2021 bekannt, dass man aufgrund der Reisebeschränkungen nicht teilnehmen werde. SBS war für die Teilnahme in den Jahren 2015 und 2016 verantwortlich. Der Sender ABC, welcher sich seit 2017 für die Teilnahme verantwortlich zeichnete, gab im August 2021 bekannt, nicht teilzunehmen. | 2019             |
| Belarus      | Am 1. Juli 2021 beendete die EBU die Mitgliedschaft des belarussischen Staatsfernsehens BTRC. Belarus hat somit keine Übertragungsrechte, weshalb eine Teilnahme unmöglich ist. | 2020             |
| Belgien      | Am 28. Juni gab der belgische Sender RTBF bekannt, dass Belgien auch in diesem Jahr nicht zum JESC zurückkehren wird. Als Grund wurde genannt, dass eine Teilnahme zu teuer sei. Auch der flämische Sender VRT schloss eine Teilnahme aus.                                                                                             | 2012             |
| Dänemark     | Im Juni 2021 gab der dänische Nationalsender DR bekannt, dass Dänemark auch in diesem Jahr nicht zum JESC zurückkehren wird. Genaue Gründe wurden nicht genannt. | 2005             |
| Griechenland | Im Juli 2021 gab der griechische Nationalsender ERT bekannt, dass Griechenland auch in diesem Jahr nicht zum JESC zurückkehren wird. Genaue Gründe wurden nicht genannt. | 2008             |
| Israel       | Im Juni 2021 gab der israelische Nationalsender IPBC bekannt, dass Israel auch in diesem Jahr nicht zum JESC zurückkehren wird, da man sich auf den Eurovision Song Contest konzentrieren wolle. | 2018             |
| Kroatien     | Der kroatische Fernsehsender HRT gab am 30. August bekannt, dass man nicht zum JESC zurückkehren werde. | 2014             |
| Lettland     | Am 3. Juni gab der lettische Sender Latvijas Televīzija bekannt, dass man nicht zum Wettbewerb zurückkehren würde. Ein genauer Grund wurde nicht genannt. | 2011             |
| Litauen      | Am 29. Juni gab der litauische Sender LRT bekannt, dass Litauen auch in diesem Jahr nicht zum JESC zurückkehren wird. Als Gründe wurden niedrige Einschaltquoten in den früheren Teilnahmejahren und die Teilnahmekosten genannt. | 2011             |
| Moldau       | Im Juni 2021 gab der moldawische Nationalsender TRM bekannt, dass Moldau auch in diesem Jahr nicht zum JESC zurückkehren wird. Genaue Gründe wurden nicht genannt. | 2013             |
| Montenegro   | Der montenegrinische Sender RTCG fand sich nicht auf der Teilnehmerliste. | 2015             |
| Norwegen     | Im April 2021 bestätigte der norwegische Nationalsender NRK, dass Norwegen nicht zum JESC 2021 zurückkehren wird. Genaue Gründe wurden allerdings nicht genannt. | 2005             |
| Schweden     | Im Mai 2021 bestätigte der schwedische Nationalsender SVT, dass Schweden nicht zum JESC 2021 zurückkehren wird. Genaue Gründe wurden allerdings nicht genannt. | 2014             |
| San Marino   | Im Juni 2021 gab der San Marinesiche Nationalsender San Marino RTV bekannt, dass San Marino auch in diesem Jahr nicht zum JESC zurückkehren wird. Genaue Gründe wurden allerdings nicht genannt. | 2015             |
| Slowenien    | Am 10. Juli 2021 gab der Slowenische Nationalsender RTVSLO bekannt, dass Slowenien auch in diesem Jahr nicht zum JESC zurückkehren wird. Genaue Gründe wurden nicht genannt, in den vergangenen Jahren wurden jedoch die zu hohen Teilnahmegebühren als Begründung angeführt.                                                          | 2015             |
| Wales        | Im Februar 2021 bestätigte der walisische Nationalsender S4C, dass Wales nicht zum JESC 2021 zurückkehren wird. Als Grund wurde die andauernde COVID-19-Pandemie genannt. | 2019             |
| Zypern       | Am 25. August gab der zypriotische Sender CyBC bekannt, dass man 2021 nicht teilnehmen werde. Gründe wurden nicht genannt. | 2017             |

### Absagen und damit kein Debüt beim JESC
| Land       | Grund und Bemerkung |
| ---------- | --- |
| Finnland   | Im April 2021 bestätigte der finnische Nationalsender YLE, dass man 2021 nicht beim JESC debütieren werde. Genaue Gründe wurden nicht genannt, jedoch nannte im Jahr 2019 der kreative Leiter von YLE, Ville Vilen einen Grund, warum Finnland nicht debütieren werde: „YLE möchte sein Prinzip weiterhin verfolgen und Kinder nicht an Wettbewerben teilnehmen lassen“. |
| Island     | Im April 2021 bestätigte der Pressesprecher des isländischen Nationalsenders RÚV Rúnar Freyr, dass man 2021 nicht beim JESC debütieren werde. Genaue Gründe wurden nicht genannt. |
| Schottland | Im Februar 2021 bestätigte der schottische Sender BBC Alba, dass man 2021 nicht beim JESC debütieren werde. Genaue Gründe wurden nicht genannt. |
| Slowakei   | Der slowakische Nationalsender RTVS gab im April 2021 an, dass ein mögliches Debüt 2021 nicht ganz ausgeschlossen sei. Im Juni gab man bekannt doch nicht debütieren zu wollen, ein Grund wurde jedoch nicht genannt. |
| Tschechien | Im April 2021 bestätigte der tschechische Nationalsender ČT, dass man 2021 nicht beim JESC debütieren werde. Genaue Gründe wurden nicht genannt. |

## Übertragung

### Fernsehübertragung
| Land                | Sender                                                                     | Moderation/Kommentar                    |
| Teilnehmende Länder | Teilnehmende Länder                                                        | Teilnehmende Länder                     |
| ------------------- | -------------------------------------------------------------------------- | --------------------------------------- |
| Albanien            | RTSH 1                                                                     |                                         |
| Armenien            | ARMTV                                                                      |                                         |
| Aserbaidschan       | İTV                                                                        |                                         |
| Bulgarien           | BNT 1, BNT 4                                                               |                                         |
| Deutschland         | KiKA                                                                       | Constantin Zöller                       |
| Frankreich          | France 2                                                                   | Stéphane Bern & Laurence Boccolini      |
| Georgien            | SSM                                                                        | Nikoloz Lobiladze                       |
| Irland              | TG4                                                                        | Louise Cantillon                        |
| Italien             | Rai Gulp                                                                   | Mario Campa, Marta Viola & Giorgia Boni |
| Kasachstan          | Khabar                                                                     |                                         |
| Malta               | TVM                                                                        |                                         |
| Niederlande         | AVROTROS                                                                   | Buddy Vedder                            |
| Nordmazedonien      | MRT 1                                                                      | Eli Tanaskovska                         |
| Polen               | TVP 1, TVP ABC, TVP Polonia                                                |                                         |
| Portugal            | RTP1, RTP Internacional, RTP Internacional Ásia, RTP Internacional América | Nuno Galopim                            |
| Russland            | Carousel                                                                   | Anton Zorkin & Kryusha                  |
| Serbien             | RTS 2, RTS Svet                                                            | Tijana Lukić                            |
| Spanien             | La 1, TVE Internacional                                                    | Tony Aguilar & Julia Varela             |
| Ukraine             | UA:Perschyj, UA:Crimea, UA:Kultura                                         | Victor Diachenko                        |